# Western Laminates
Western Laminates Ltd. war ein britischer Hersteller von Automobilen.

## Unternehmensgeschichte
Das Unternehmen unter Leitung von Roger Talbot war an der New Road in Brixham ansässig. Es stellte Milchtanks und Karosserieteile für Davrian her. 1970 trat Richard Oakes ins Unternehmen ein, der zuvor für Davrian tätig war. Er entwarf einen VW-Buggy. Damit begann die Produktion von Automobilen und Teilesätzen für Kit Cars. Der Markenname lautete Tramp. 1971 endete die Produktion, als das Unternehmen liquidiert wurde. Insgesamt entstanden etwa 70 bis 75 Exemplare.
Der Export erfolgte in die USA.

## Fahrzeuge
Das einzige Modell war ein Buggy. Er unterschied sich von den meisten seiner britischen Konkurrenzmodelle, die den Buggies von GP ähnelten. Die Basis bildete das ungekürzte Fahrgestell vom VW Käfer.